# دراهلین
دراهلین (به چکی: Drahlín) یک منطقهٔ مسکونی در جمهوری چک است که در ناحیه پریبرام واقع شده‌است. دراهلین ۵۳۲ نفر جمعیت دارد.